# ジョニー・ゴームズ
ジョナサン・ジョンソン・ゴームズ（Jonathan Johnson Gomes, 1980年11月22日 - ）は、アメリカ合衆国カリフォルニア州サンフランシスコ出身の元プロ野球選手（外野手、右投右打）、コーチ。愛称はアイアンサイズ (Ironsides)（勇猛果敢という意味）。

## 経歴

### プロ入りとレイズ時代
2001年のMLBドラフト18巡目（全体529位）でタンパベイ・デビルレイズから指名を受けてプロ入り。
2002年のシーズンオフに心臓発作を起こして緊急入院した。マイナーリーグで過ごしたのは3年と少しの間だけであったが、100近い数の本塁打を記録している。
2003年にメジャーデビューを果たすが、この年はわずか8試合の出場に留まり、15打数で6個の三振を記録した。
2005年の4月下旬にメジャー再昇格。チームの事情によって、一時期はマイナーリーグに逆戻りとなったこともあったが、101試合の出場で21本塁打を記録した。その活躍が評価され、新人王投票では3位にランクインしている。
2006年は、4月だけで打率.305・11本塁打を記録したが、その後は調子を落とし、8月に右手首を手術した事もあって、2005年よりもレベルの低い成績しか残せなかった。

### レッズ時代
2009年、シンシナティ・レッズとマイナー契約を結んだ。98試合に出場し、自身3度目の20本塁打以上を記録した。OPS.879という数字は、自身の中で2番目に高い数字だった。
2010年は、それまでの自己最多を大幅に更新する148試合に出場（それまでの最多記録は117試合であり31試合増）し、打率.266・18本塁打・86打点という数字を残した。出場試合数が自己最高だった事もあり、打数・得点・安打・二塁打・打点などの各部門で自己最高の数字をマークした。

### ナショナルズ時代
2011年7月26日にビル・ラインハート、クリス・マノとのトレードで、ワシントン・ナショナルズへ移籍。

### アスレチックス時代
2012年1月20日にオークランド・アスレチックスと1年契約を結んだ。99試合、333打席で18本塁打を放ち、チームの地区優勝に貢献した。オフにFAとなった。

### レッドソックス時代
2012年11月21日にボストン・レッドソックスと総額1000万ドルの2年契約に合意した。
2013年も期待通りの活躍を見せ、チームの地区優勝に貢献した。ワールドシリーズでは、ナ・リーグ勝率1位のセントルイス・カージナルスに2連敗し、更に第4戦、6回表までに得点1-2と3連敗が迫っていたが、ここで値千金の逆転3ランを放ち勝利の立役者となった。その後、レッドソックスは1度もリードされること無くワールドシリーズ優勝を果たした。

### アスレチックス復帰
2014年7月31日にヨエニス・セスペデスと2015年のMLBドラフト・戦力均衡ラウンドB指名権とのトレードで、ジョン・レスターと共にアスレチックスへ移籍した。オフにFAとなった。

### ブレーブス時代
2015年1月30日にアトランタ・ブレーブスと400万ドルの1年契約を結んだ。ここでは83試合に出場して7本塁打を放ったが、打率.221・67三振と、ミート力の低さは相変わらずであった。守備面では左翼を59試合で守り、DRSは-5だったが、無失策でこなし堅実さは見せた。

### ロイヤルズ時代
2015年8月31日にルイス・バレンズエラとのトレードで、カンザスシティ・ロイヤルズに移籍する。移籍後は12試合でプレーしたが、打率.167・14三振という内容に終わり、結果を残せなかった。ブレーブスとの通算では、95試合で打率.213・7本塁打・26打点・1盗塁・81三振という成績だった。11月5日に球団が持つオプションを破棄し、FAとなった。

### 楽天時代
2016年2月22日に東北楽天ゴールデンイーグルスとの1年契約で合意した。推定年俸は200万ドルで、背番号は3。球団からは長打力の発揮を期待されたものの、実戦では変化球への対応に苦慮。一軍公式戦では、18試合の出場で、打率.169、1本塁打という成績にとどまった。4月22日に出場選手登録を抹消されると、4月25日に家族の事情でアメリカへ帰国。帰国後に退団を申し入れたため、球団では5月6日に、ゴームズとの契約を解除することを発表した（詳細後述）。同月13日付で、NPBから自由契約選手として公示。

### 楽天退団後
50歳まで現役生活を続けることを目標に、MLBへの復帰を模索。2016年5月25日には、現役引退を決意したことが、アメリカの複数のメディアで報じられたが、ゴームズ自身は引退の可能性を否定していた。

### 現役引退後
2018年2月1日にアリゾナ・ダイヤモンドバックス傘下のルーキーリーグ打撃コーチに就任した。

## 選手としての特徴
宴会部長的な性格とハッスルプレーからチームのムードメーカーとしての評価が高く、リーダーシップも高い評価を受ける。
走攻守で闘志を前面に出すハッスルプレーとレイズ時代にトロピカーナ・フィールド史上2位の478フィート（約145.8メートル）の本塁打を放った長打力を持ち味とし、プルヒッターで大きな外野フライが多い。
アスレチックス時代以降は対左投手のプラトーン選手として起用されている。2015年までのMLB通算対右打率.221、OPS.711に対し、対左には通算打率.273、OPS.855を記録し、左投手相手には状況に応じて逆方向へ打球を運ぶことも得意とする。近年は対左投手専門の傾向がさらに強くなり、2014年から2015年までの通算対右投手成績は打率.186、OPS.536にまで落ち込んでいる。
若い頃は速いカウントから積極的に打ちに行くフリースインガーで選球眼に欠けていたが、2011年からは失投をじっくり待つスタイルとなり1打席あたりの投球数や四球が増えた。一方で大振りが目立つスイングで、変化球に弱く三振が非常に多い。さらに好不調の波が極端に大きい。
外野守備は動きが鈍く、打球の軌道を読み違えることも多い。メジャーデビュー当初は平均以上の走力と強肩も備えていたが、レッドソックス時代以降は鈍足で敏捷性に欠ける姿が目立ち、肩の強さも平均以下となった。守備時には好物のヒマワリの種をポケットに入れている。

## 人物
幼少の頃に両親の離婚、貧困を経験し、2002年クリスマスに死の淵を彷徨った心臓発作の原因も未だ不明のままである。しかしながら、その性格は明るく陽気で利己的なところが無く、クラブハウスの空気を正しい方向に導く選手として知られている。2013年のレッドソックスの優勝パレードでは、背中に「健康」、右の脇腹に「チャンピオントロフィーを左手に持ち、「Boston Strong」の文字が描かれた水陸両用車に乗り、優勝パレードを喜ぶ顎鬚のレッドソックスの選手（自分自身？）」のタトゥーを彫った姿が話題となった。
楽天からの退団が発表された際には、ファンに向けて、「最高のファンの前でプレー出来たことが、どれほど幸せなものだったかを皆様にお伝えたい。ボールパークでの皆様のエネルギーと情熱に溢れた応援が、私の力となって、とてもプレーしやすい環境を作り出してくれた。（日本球界での）シーズンは非常に短かったが、心の底から感謝している。またいつの日か皆様にお会いできることを願っている」というメッセージを寄せた。アメリカへの帰国後には、日本人チームメイトとのコミュニケーションに言葉の壁があり常に孤独感を感じたことや、（福岡ソフトバンクホークスとのビジターゲームで福岡市内へ滞在中に遭遇した）熊本地震に恐怖を感じたことを帰国・退団の理由に挙げている。

## 詳細情報

### 年度別打撃成績
| 年 度     | 球 団     | 試 合 | 打 席 | 打 数 | 得 点 | 安 打 | 二 塁 打 | 三 塁 打 | 本 塁 打 | 塁 打 | 打 点 | 盗 塁 | 盗 塁 死 | 犠 打 | 犠 飛 | 四 球 | 敬 遠 | 死 球 | 三 振 | 併 殺 打 | 打 率 | 出 塁 率 | 長 打 率 | O P S |
| --------- | --------- | ----- | ----- | ----- | ----- | ----- | -------- | -------- | -------- | ----- | ----- | ----- | -------- | ----- | ----- | ----- | ----- | ----- | ----- | -------- | ----- | -------- | -------- | ----- |
| 2003      | TB        | 8     | 16    | 15    | 1     | 2     | 1        | 0        | 0        | 3     | 0     | 0     | 0        | 0     | 0     | 0     | 0     | 1     | 6     | 0        | .133  | .188     | .200     | .388  |
| 2004      | TB        | 5     | 15    | 14    | 0     | 1     | 0        | 0        | 0        | 1     | 1     | 0     | 0        | 0     | 0     | 1     | 0     | 0     | 6     | 0        | .071  | .133     | .071     | .205  |
| 2005      | TB        | 101   | 407   | 348   | 61    | 98    | 13       | 6        | 21       | 186   | 54    | 9     | 5        | 1     | 5     | 39    | 1     | 14    | 113   | 6        | .282  | .372     | .534     | .906  |
| 2006      | TB        | 117   | 461   | 385   | 53    | 83    | 21       | 1        | 20       | 166   | 59    | 1     | 5        | 0     | 9     | 61    | 2     | 6     | 116   | 10       | .216  | .325     | .431     | .757  |
| 2007      | TB        | 107   | 394   | 348   | 48    | 85    | 20       | 2        | 17       | 160   | 49    | 12    | 4        | 0     | 4     | 35    | 1     | 7     | 126   | 1        | .244  | .322     | .460     | .782  |
| 2008      | TB        | 77    | 177   | 154   | 23    | 28    | 5        | 1        | 8        | 59    | 21    | 8     | 1        | 0     | 1     | 15    | 1     | 7     | 46    | 1        | .182  | .282     | .383     | .666  |
| 2009      | CIN       | 98    | 314   | 281   | 39    | 75    | 17       | 0        | 20       | 152   | 51    | 3     | 1        | 0     | 2     | 26    | 2     | 5     | 85    | 8        | .267  | .338     | .541     | .879  |
| 2010      | CIN       | 148   | 571   | 511   | 77    | 136   | 24       | 3        | 18       | 220   | 86    | 5     | 3        | 0     | 9     | 39    | 3     | 12    | 123   | 4        | .266  | .327     | .431     | .758  |
| 2011      | CIN       | 77    | 265   | 218   | 30    | 46    | 8        | 0        | 11       | 87    | 31    | 5     | 3        | 0     | 4     | 38    | 1     | 5     | 74    | 1        | .211  | .336     | .399     | .735  |
| 2011      | WSH       | 43    | 107   | 93    | 11    | 19    | 4        | 1        | 3        | 34    | 12    | 2     | 0        | 0     | 1     | 10    | 0     | 3     | 31    | 1        | .204  | .299     | .366     | .665  |
| '11計     | WSH       | 120   | 372   | 311   | 41    | 65    | 12       | 1        | 14       | 121   | 43    | 7     | 3        | 0     | 5     | 48    | 1     | 8     | 105   | 2        | .209  | .325     | .389     | .714  |
| 2012      | OAK       | 99    | 333   | 279   | 46    | 73    | 10       | 0        | 18       | 137   | 47    | 3     | 1        | 1     | 1     | 44    | 2     | 8     | 104   | 2        | .262  | .377     | .491     | .868  |
| 2013      | BOS       | 116   | 366   | 312   | 49    | 77    | 17       | 0        | 13       | 133   | 52    | 1     | 0        | 0     | 5     | 43    | 3     | 6     | 89    | 6        | .247  | .344     | .426     | .771  |
| 2014      | BOS       | 78    | 246   | 209   | 22    | 49    | 7        | 0        | 6        | 74    | 32    | 0     | 0        | 0     | 5     | 26    | 0     | 6     | 70    | 5        | .234  | .329     | .354     | .683  |
| 2014      | OAK       | 34    | 75    | 64    | 6     | 15    | 1        | 0        | 0        | 16    | 5     | 0     | 0        | 0     | 2     | 9     | 2     | 0     | 18    | 1        | .234  | .320     | .250     | .570  |
| '14計     | OAK       | 112   | 321   | 273   | 28    | 64    | 8        | 0        | 6        | 90    | 37    | 0     | 0        | 0     | 7     | 35    | 2     | 6     | 88    | 6        | .234  | .327     | .330     | .657  |
| 2015      | ATL       | 83    | 228   | 195   | 27    | 43    | 7        | 0        | 7        | 71    | 22    | 1     | 1        | 0     | 2     | 28    | 1     | 3     | 67    | 5        | .221  | .325     | .364     | .689  |
| 2015      | KC        | 12    | 34    | 30    | 2     | 5     | 2        | 0        | 0        | 7     | 4     | 0     | 0        | 0     | 1     | 3     | 0     | 0     | 14    | 1        | .167  | .235     | .233     | .469  |
| '15計     | KC        | 95    | 262   | 225   | 29    | 48    | 9        | 0        | 7        | 78    | 26    | 1     | 1        | 0     | 3     | 31    | 1     | 3     | 81    | 6        | .213  | .313     | .347     | .660  |
| 2016      | 楽天      | 18    | 75    | 65    | 5     | 11    | 2        | 0        | 1        | 16    | 7     | 0     | 1        | 0     | 0     | 8     | 0     | 2     | 22    | 1        | .169  | .280     | .246     | .526  |
| MLB：15年 | MLB：15年 | 1203  | 4009  | 3456  | 495   | 835   | 157      | 14       | 162      | 1506  | 526   | 50    | 24       | 2     | 51    | 417   | 19    | 83    | 1088  | 52       | .242  | .333     | .436     | .769  |
| NPB：1年  | NPB：1年  | 18    | 75    | 65    | 5     | 11    | 2        | 0        | 1        | 16    | 7     | 0     | 1        | 0     | 0     | 8     | 0     | 2     | 22    | 1        | .169  | .280     | .246     | .526  |

### 記録
NPB
- 初出場・初先発出場：2016年3月25日、対福岡ソフトバンクホークス1回戦（楽天Koboスタジアム宮城）、7番・指名打者で先発出場
- 初打席：同上、2回裏に攝津正から四球
- 初安打：2016年3月27日、対福岡ソフトバンクホークス3回戦（楽天Koboスタジアム宮城）、7回裏に武田翔太から左前安打
- 初打点：2016年3月30日、対千葉ロッテマリーンズ2回戦（QVCマリンフィールド）、4回表に二木康太から左越二塁打
- 初本塁打：2016年4月6日、対オリックス・バファローズ2回戦（京セラドーム大阪）、4回表に東明大貴から左越ソロ

### 背番号
- 60 (2003年 - 2004年)
- 31 (2005年 - 2011年途中、2012年、2015年途中 - 同年終了)
- 30 (2011年途中 - 同年終了)
- 5 (2013年 - 2014年途中)
- 15 (2014年途中 - 同年終了)
- 7 (2015年 - 同年途中)
- 3 (2016年)